# Ética da terraformação

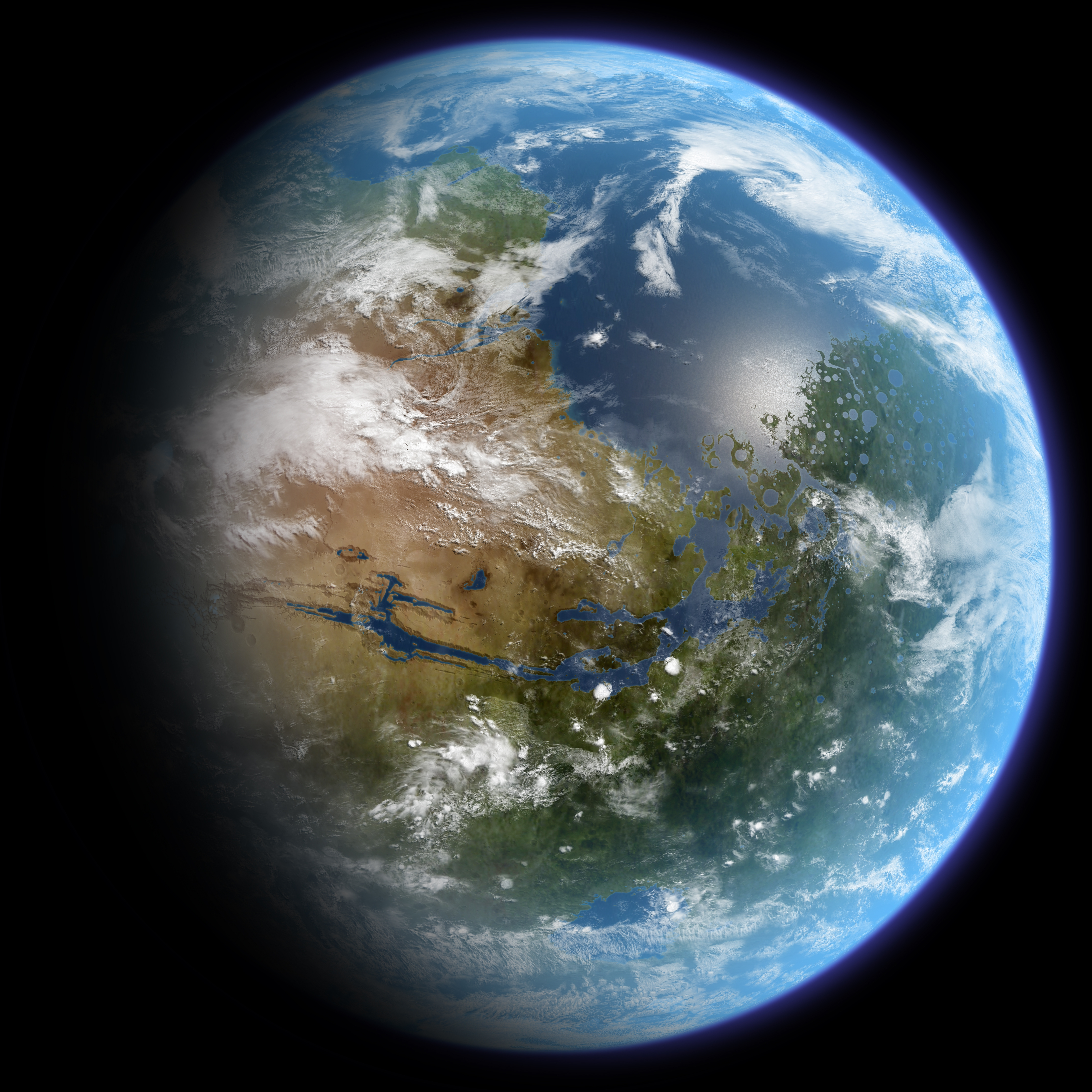
Concepção artística de como seria Marte após o processo de terraformação.

A ética da terraformação tem constituído um debate filosófico dentro da biologia, ecologia e da ética ambiental quanto ao direito da humanidade em modificar mundos que não a pertencem.

## Apoio
No lado pró-terraformação do argumento, há aqueles como Robert Zubrin e Richard LS Taylor que acreditam que é obrigação moral da humanidade transformar mundos estéreis em ambientes adequados para o desenvolvimento da vida, dando continuação a história da vida no universo à medida que o ambiente do planeta se torna mais habitável. Eles também apontam que a Terra eventualmente será destruída à medida que a natureza segue seu curso, de modo que a humanidade enfrentará uma escolha de muito longo prazo entre a terraformação de outros mundos ou a permissão de que toda a vida terrestre seja extinta. O Dr. Zubrin argumenta ainda que, mesmo que micro-organismos nativos tenham surgido em Marte, por exemplo, o fato de não terem progredido além do estágio microbiano até este ponto, na metade da vida útil do Sol, é um forte indicador de que nunca o farão, e que, se a vida microbiana existe em Marte, ela provavelmente está relacionada à vida terrestre através de uma origem comum em um dos dois planetas, que se espalhou para o outro como um exemplo de panspermia.
O Dr. Zubrin resumiu essa visão:
| “ | Algumas pessoas consideram a ideia da terraformação de Marte herética, como se a humanidade estivesse brincando de ser Deus. No entanto, outros iriam ver em tal realização a mais profunda defesa da natureza divina do espírito humano, exercida em sua forma mais elevada para trazer um mundo morto à vida. Minhas próprias simpatias estão com o último grupo. De fato, eu iria mais longe. Eu diria que a falha em terraformar Marte constitui falha em viver de acordo com nossa natureza humana e em trair nossa responsabilidade como membros da própria comunidade da vida. Hoje, a biosfera viva tem o potencial de expandir seu alcance para abranger todo um novo mundo. Os seres humanos, com sua inteligência e tecnologia, são o único meio pelo qual a biosfera evoluiu para permitir que a vida tome esse novo mundo, o primeiro entre muitos. Incontáveis seres viveram e morreram para transformar a Terra em um lugar que poderia criar e permitir a existência humana. Agora é a vez de fazermos a nossa parte. (1996) | ” |

Alguns críticos rotulam esse argumento como um exemplo de antropocentrismo. Esses críticos podem considerar a visão homocêntrica não apenas geocêntrica, mas míope, e tendendo a favorecer os interesses humanos em detrimento dos sistemas ecológicos. Eles argumentam que uma abordagem antropocêntrica poderia levar à extinção da vida extraterrestre nativa, ou à contaminação interplanetária.
Martyn J. Fogg refutou essas ideias ao delinear quatro racionalidades potenciais para avaliar a ética da terraformação — antropocentrismo, zoocentrismo, ecocentrismo e preservacionismo — formando um espectro que vai do mais valoroso à utilidade humana até à valorização da preservação da natureza. Ao concluir que os argumentos para proteger a biota alienígena podem ser feitos a partir de qualquer um desses pontos de vista, ele também conclui com um argumento, semelhante ao de Zubrin, que o preservacionismo estrito é "insustentável", já que "pressupõe que a consciência humana, a criatividade, a cultura e a tecnologia são elementos artificiais, já que não foram originários da seleção natural. Se o Homo sapiens é a primeira espécie espacial a evoluir na Terra, o assentamento espacial não envolveria agir "fora da natureza", mas legitimamente "dentro de nossa natureza".

## Crítica
Ecocentristas influentes como Richard Sylvan sentem que existe um valor intrínseco à vida e procuram preservar a existência das formas de vida nativas. Esta ideia é geralmente referida como biocentrismo. Em resposta a essas objeções, o antropocentrismo fraco incorpora a ética biocêntrica, permitindo vários graus de terraformação.
Christopher McKay tem uma posição entre esses dois, o que pode ser chamado de ecocentrismo fraco, propondo que toda uma biosfera da vida alienígena, mesmo que seja apenas vida microbiana, tem muito mais valor do que micro-organismos individuais e não deveria estar sujeita à interferência da vida terrestre. No entanto, ele também propôs que seria valioso e desejável formar um planeta para nutrir a vida alienígena, para permitir que ela prosperasse, bem como exibir uma gama mais ampla de comportamentos para o estudo científico, e que tal atividade seja justificada pelo valor utilitário para os seres humanos de poder estudar e apreciar a vida alienígena ainda um tanto imperturbada.
McKay colocou suas opiniões nestas palavras:
| “ | Se descobrirmos organismos vivos ou inativos em Marte e essas formas representarem um tipo de vida diferente da vida que temos na Terra, então não devemos trazer a vida da Terra para Marte. Em vez disso, devemos alterar o ambiente marciano para que essa vida nativa marciana possa se expandir para preencher uma escala de biosfera planetária. [...] é essencial manter a distinção categórica entre matar micro-organismos individuais e extinguir todo um sistema alternativo de vida. Não existe um argumento lógico contra a morte de micro-organismos, seja por motivos de pesquisa, médicos, sanitários ou mesmo casuais. No entanto... não segue logicamente que a destruição ou o deslocamento do primeiro exemplo de vida para além da Terra seja aceitável se os únicos exemplos dessa vida forem microscópicos. [...] Se terraformássemos Marte para permitir a expansão dessa vida, colheríamos os benefícios máximos do estudo científico dessa forma de vida e seu desenvolvimento em uma biosfera global em grande escala. Gostaríamos também de aproveitar os benefícios educacionais e estéticos da vida em um sistema solar biologicamente mais rico. (2002) | ” |

Mesmo essa "ajuda" seria vista como um tipo de terraformação para os ecocentristas mais rígidos, que diriam que toda a vida tem o direito, em sua biosfera, de evoluir em seu próprio ritmo e em sua própria direção, livre de qualquer interferência externa. O impacto da espécie humana em mundos não tocados e a possível interferência ou eliminação de formas de vida alienígena são boas razões para deixar esses outros mundos em seus estados naturais; este é um exemplo de uma forte visão biocêntrica, ou ética centrada no objeto. Os críticos afirmam que isso é uma forma de anti-humanismo e afirmam que as rochas e as bactérias não podem ter direitos, nem a descoberta da vida alienígena impedirá a ocorrência da terraformação.
Os pragmatistas argumentam que a humanidade em outros planetas é sociologicamente impraticável. A base é que estar em outro planeta não mudaria a natureza humana, então não demoraria até que a poluição e destruição do ecossistema pela humanidade começasse, em um planeta que provavelmente só conheceu a paz desde sua formação. Uma vez que a vida na Terra será finalmente destruída por impactos planetários ou pela fase gigante vermelha do Sol, todas as espécies nativas perecerão se não for permitido mover-se para outros objetos planetários.
Alguns defensores do bem-estar animal apontaram as questões éticas associadas à disseminação da vida de animais silvestres baseada na Terra por terraformação. Em particular, eles afirmam que pode ser eticamente censurável trazer à existência um grande número de animais que sofrem muito durante as suas curtas vidas na natureza. Há também preocupações de que, mesmo com a completa terraformação, diferenças distintas entre a Terra e Marte, como gravidade, duração dos ciclos diurno e noturno e campos magnéticos diferentes ou ausentes, causariam danos a muitas espécies introduzidas que evoluíram por milhões de anos sob as condições da Terra. Embora algumas espécies possam sobreviver, e outras possam ser adaptadas através de modificação genética, se as espécies introduzidas forem isoladas em Marte e não forem frequentemente cruzadas com as terrestres, as espécies eventualmente evoluirão por muitas gerações para melhor se adequar ao novo ambiente, possivelmente levando a diferentes linhas evolutivas. Assim, a vida introduzida pode eventualmente parecer e agir muito diferente de suas contrapartes terrestres e ou ancestrais.

## Perspectivas futuras
Os contrastes entre esses argumentos são plenamente explorados no campo da ética ambiental. Alguns pesquisadores sugerem que ambos os paradigmas precisam amadurecer em uma ética mais complexa e cosmocêntrica, que incorpora o valor (desconhecido) da vida extraterrestre com os valores da humanidade e todas as coisas no universo. Os debates focalizam frequentemente em quanto tempo e esforço devem ser gastos em investigar a possibilidade de toda a vida microscópica em um planeta antes de decidir sobre a terraformação, e que nível de sofisticação ou de possibilidades para a vida estrangeira do desenvolvimento futuro mereceriam diferentes níveis de comprometimento com a não-interferência.